# Francoforte sul Meno
Francoforte sul Meno (in tedesco Frankfurt am Main, /ˈfʀaŋkfʊɐ̯t am maɪ̯n/), o semplicemente chiamata Francoforte, è una città extracircondariale della Germania sud-occidentale, situata nello Stato federato dell'Assia, la quinta tedesca per numero di abitanti dopo Berlino, Amburgo, Monaco e Colonia. Situata sul fiume Meno, la città, di 773 068 abitanti (2,2 milioni nell'area urbana), è al centro di una vasta area metropolitana di 14400 km² denominata Rhein-Main, con una popolazione che supera i 5,5 milioni di abitanti.
Soprannominata anche "Bankfurt", "Mainhattan" (gioco di parole tra Main, il fiume Meno, e Manhattan, cuore finanziario di New York) o "Big Äppel" (altro riferimento a New York, dove l'Äppelwoi è un tipico prodotto locale), è il centro finanziario della Germania e uno dei principali al mondo essendo sede della Banca centrale europea, della Banca Federale Tedesca e della Borsa di Francoforte (terza al mondo per volume di scambi azionari).
L'aeroporto di Francoforte sul Meno è uno degli scali più trafficati del mondo, la stazione centrale della città è uno dei terminal più grandi in Europa, con oltre 130 milioni di passeggeri annui, e l'incrocio fra le autostrade A 3 e A 5, che si trova nell'area urbana della città, è il più utilizzato del continente. Inoltre la città è famosa anche per avere la foresta urbana più estesa di Germania, oltre che per il suo importantissimo zoo.

## Geografia fisica

### Territorio

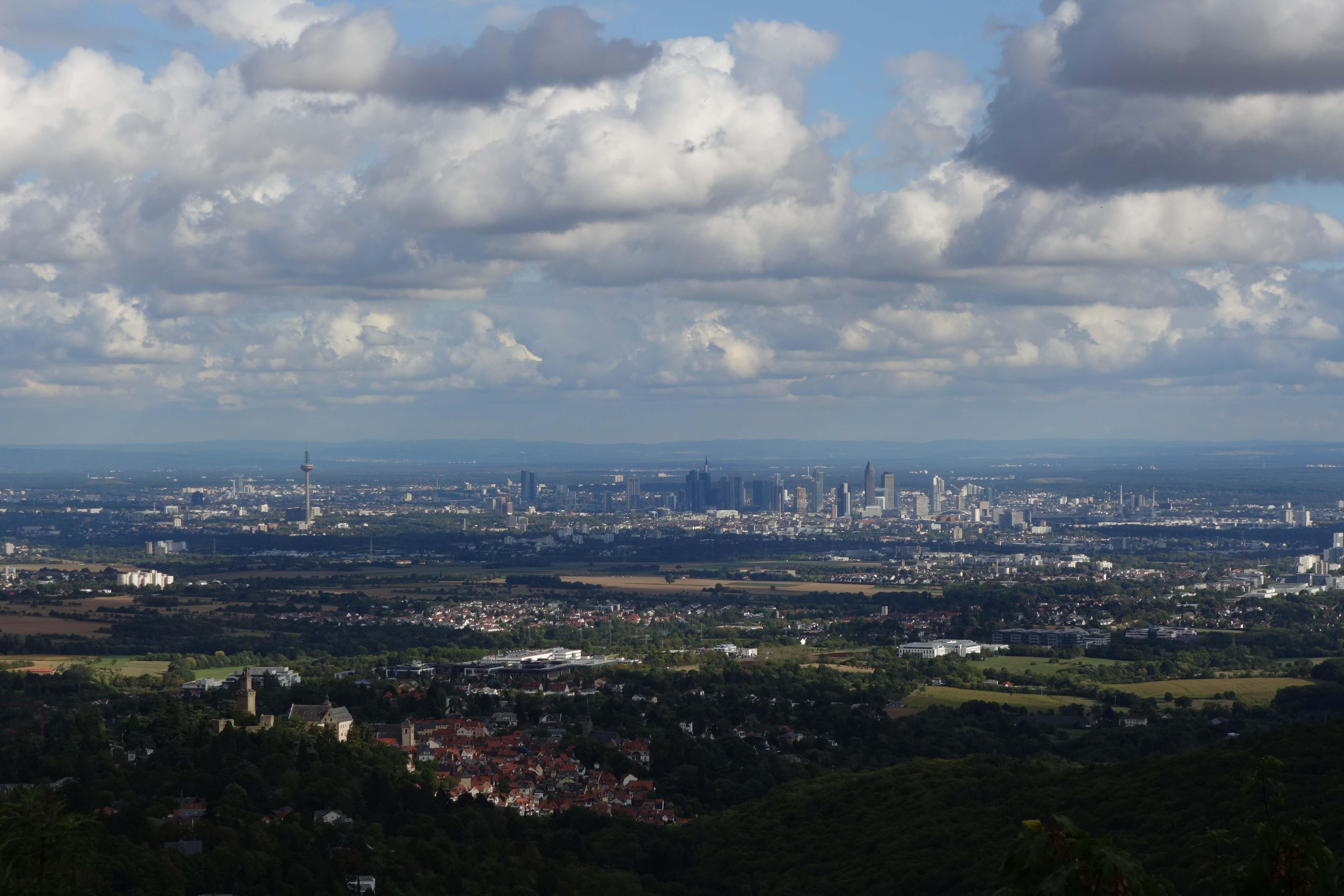
Francoforte e agglomerazione

A pochi chilometri a nord della città sorge la catena montuosa del Taunus. Il fiume Meno divide la vecchia Francoforte da Francoforte-Sachsenhausen. Francoforte è bagnata dal fiume Nidda, che confluisce nel Meno a Francoforte-Höchst; è la città più importante dell'area metropolitana Reno-Meno. Città vicine sono Magonza e Wiesbaden, a circa 20 chilometri ad ovest, la confinante Offenbach e Darmstadt, sita 25 chilometri a sud.

### Clima
Il clima di Francoforte è quello tipico della Mitteleuropa, continentale, quindi con inverni rigidi ed estati calde. A causa della vicinanza con le montagne del Taunus in inverno le temperature massime a volte non superano gli 0 °C. Le minime talvolta vanno sotto i −10 °C toccando punte di −15 °C (record di minima assoluta ufficiale di −27,2 °C all'aeroporto in data 19 gennaio 1940).
In estate non è raro che si vada oltre i 30 °C e a causa della molta umidità la sensazione di caldo è intollerabile (record di massima assoluta 40,1 °C). In estate si ha anche il picco delle precipitazioni : infatti, salvo alcuni periodi di bel tempo, gli acquazzoni sono molto frequenti. I primi giorni di giugno molte volte si assiste a una fase meteorologica dove le minime scendono sotto i 10 °C. Le precipitazioni sono presenti tutto l'anno, con minimi in inverno e massimi in estate.

## Storia

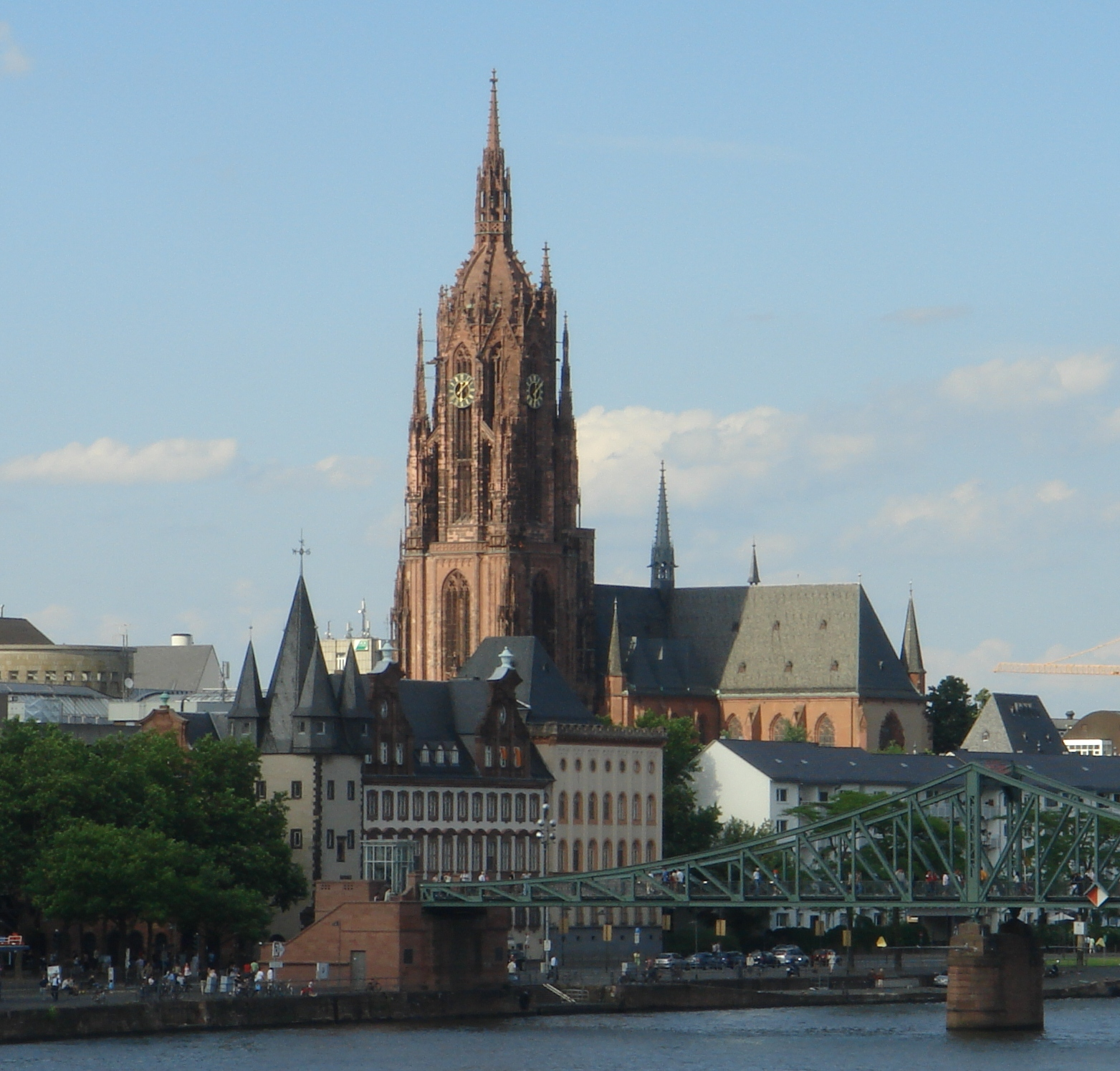
Il Duomo imperiale con il Rententurm ed il Saalhof

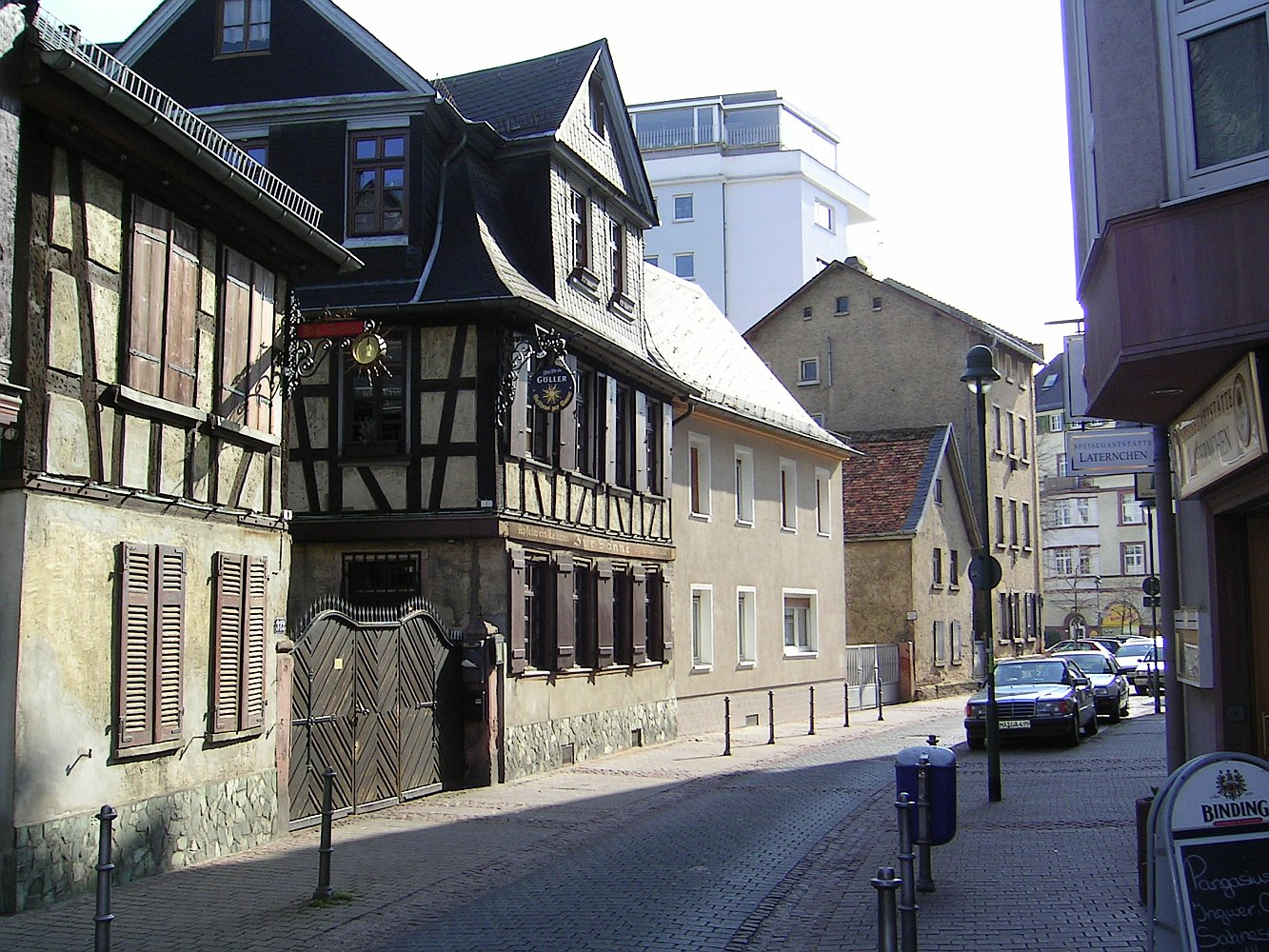
Berger Straße, Bornheim

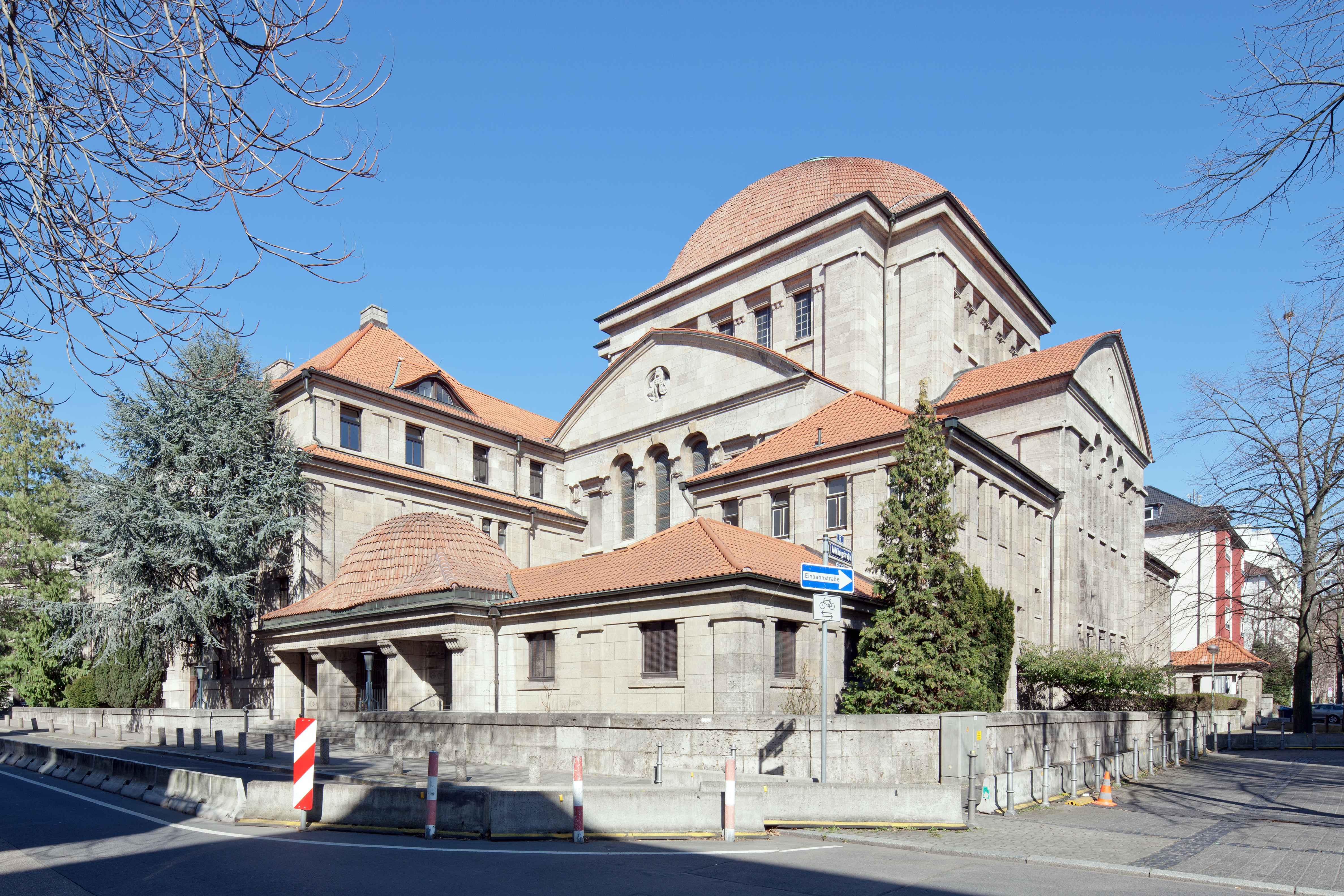
La Sinagoga Westend, unica sopravvissuta alle distruzioni dell'Olocausto tra le sinagoghe monumentali di Francoforte

Nei pressi dell'attuale città sorsero almeno tre forti militari in epoca romana fin dalla dinastia dei Flavi (vedi campagne germaniche di Domiziano), facente oggi parte del limes germanico-retico in Germania patrimonio dell'UNESCO. Il quartiere Bonames nel X distretto prende il suo nome dal latino bona mansio. La mansio era la stazione di posta lungo una strada romana.
Francoforte fu menzionata per la prima volta il 22 febbraio 794 in un documento di Carlo Magno al convento di Sant'Emmeram di Ratisbona. Il testo "...actum super fluvium Moin in loco nuncupante Franconofurd" ("...atto sul fiume Meno in luogo chiamato Francoforte") è la prima menzione scritta della città ma ci sono prove di una colonizzazione continua dal neolitico. Nello stesso posto sorgevano un accampamento romano e durante l'era merovingia la corte del re dei Franchi. Nell'843 con il Trattato di Verdun Francoforte diventa la città più importante del regno dei Franchi orientali. Nel 1220 diventa città libera dell'Impero.
La bolla d'oro del 1356 conferma Francoforte come luogo fisso per le elezioni dei Re dei Romani. Dal 1562 anche l'imperatore fu eletto a Francoforte, l'ultimo, nel 1792, fu Francesco II di Asburgo.
Dopo la fine del Sacro Romano Impero, con la costituzione della Confederazione del Reno Francoforte viene unito con i principati di Ratisbona e Aschaffenburg sotto Karl Theodor von Dalberg. Questo territorio divenne per tre anni (1810-1813) il Granducato di Francoforte.
Dopo questo breve periodo Francoforte divenne di nuovo una città libera (Freie Reichstadt), questa volta facendo parte della confederazione germanica la cui assemblea la scelse come sede. Nel 1848 in diversi stati tedeschi esplose la cosiddetta Primavera dei popoli e il primo parlamento democratico tedesco si riunì nella Paulskirche di Francoforte.
Durante la guerra austro-prussiana del 1866 Francoforte rimase leale alla confederazione. L'opinione pubblica era principalmente favorevole alla parte austriaca e all'imperatore nonostante alcuni sostenessero un legame volontario con la Prussia per motivi economici e di politica estera. Il 18 luglio l'esercito del Reno della Prussia occupò la città e la obbligò a forti sanzioni. Il 2 ottobre la Prussia annesse la città che con quest'atto perse la sua indipendenza. Francoforte venne sottoposta al distretto di Wiesbaden della provincia prussiana Assia-Nassau.
Come simbolo di conciliazione il 10 maggio 1871 fu firmato il trattato di Francoforte nella città sul Meno, che mise fine alla guerra franco-prussiana del 1870-1871.
L'annessione da parte della Prussia fu tuttavia utile per lo sviluppo economico della città. Francoforte divenne un centro industriale ed ebbe una forte crescita della popolazione. Diversi comuni limitrofi furono incorporati e Francoforte raddoppiò la sua superficie rispetto al 1866.
Nell'Ottocento e primo Novecento la popolazione ebraica, presente in città fin dal XII secolo, era cresciuta fino a raggiungere le 30 000 unità nel 1933. Durante il Terzo Reich molti ebrei emigrarono in seguito alle persecuzioni razziali. Nella notte dei cristalli (9-10 novembre 1938) tutte le sinagoghe della città furono incendiate e distrutte. Nel 1942-43, furono 11 134 gli ebrei deportati da Francoforte e poi uccisi nei campi di concentramento. Nel 1945 rimanevano a Francoforte soltanto 602 ebrei e la sola Sinagoga Westend era ancora in piedi.
Durante i bombardamenti della seconda guerra mondiale il 70% degli edifici di Francoforte fu distrutto, tra questi quasi tutto il centro della città. La ricostruzione comportò un cambio estetico in quanto la struttura medioevale della città, ancora intatta nel 1944, fu sostituita da edifici in stile moderno.
Nel dopoguerra il governo militare degli americani fu insediato a Francoforte. Nel 1949 la città perse però la votazione per la capitale della Germania dell'ovest che divenne Bonn, favorita dal primo cancelliere tedesco Konrad Adenauer. A Francoforte era stato già costruito un edificio parlamentare che oggi è usato come sala da concerti della società radiofonica e televisiva dell'Assia (Hessischer Rundfunk). Pur non essendo capitale della Germania dell'ovest Francoforte vide un forte sviluppo economico nel dopoguerra diventando centro bancario, finanziario e fieristico della Germania oltre a nodo principale del traffico stradale, ferroviario e aereo.

## Monumenti e luoghi d'interesse

### Centro storico

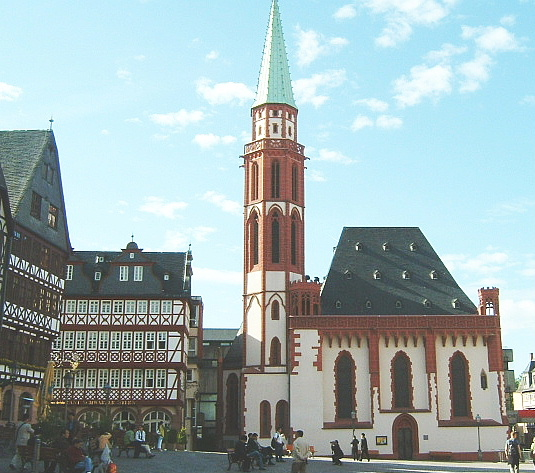
La Alte Nikolaikirche sul Römerberg

Il centro storico di Francoforte è stato distrutto nel 1944 durante la seconda guerra mondiale. Solo poche case rimasero intatte, ma una parte degli edifici più importanti furono ricostruiti dopo la fine della guerra, anche se alcuni non immediatamente. Tra i pochi edifici ricostruiti ci furono il Römer, la Paulskirche e la casa di Goethe. Nel centro della città si trovano inoltre il Kaiserdom e il Römerberg.
- Il Duomo Imperiale, o Kaiserdom pur non essendo una sede vescovile, è chiamato Duomo imperiale per essere stato il luogo dell'elezione e dell'incoronazione degli imperatori del Sacro Romano Impero nei secoli. La cosiddetta Königsweg (via dei re) conduceva dal duomo al municipio sul Römerberg e veniva anticamente percorso dal nuovo imperatore, insieme a una processione, per essere festeggiato con un banchetto. Davanti al duomo si trova un giardino archeologico contenente ruderi di un bagno romano e resti di costruzioni dell'epoca carolingia.
- Il Römerberg è la piazza centrale della città. Tra le diverse case ricostruite si trovano il municipio (Römer) e la  Alte Nikolaikirche (vecchia chiesa di San Nicola).
- La Paulskirche è un edificio classicistico di grande importanza nella storia tedesca, essendo stato, dal 1846 al 1849, sede della Nationalversammlung, il primo parlamento democratico tedesco.
- La Neue Altstadt ("nuova città-vecchia") è la ricostruzione di una porzione dell'antico centro storico distrutto dai bombardamenti del 1944, costruita sull'area dove sorgeva il Technisches Rathaus del 1974 e inaugurata nel 2018.[5] Tra i vari edifici ricostruiti vi è anche la famosa Haus zur Goldenen Waage.

### Grattacieli e architettura del XX secolo

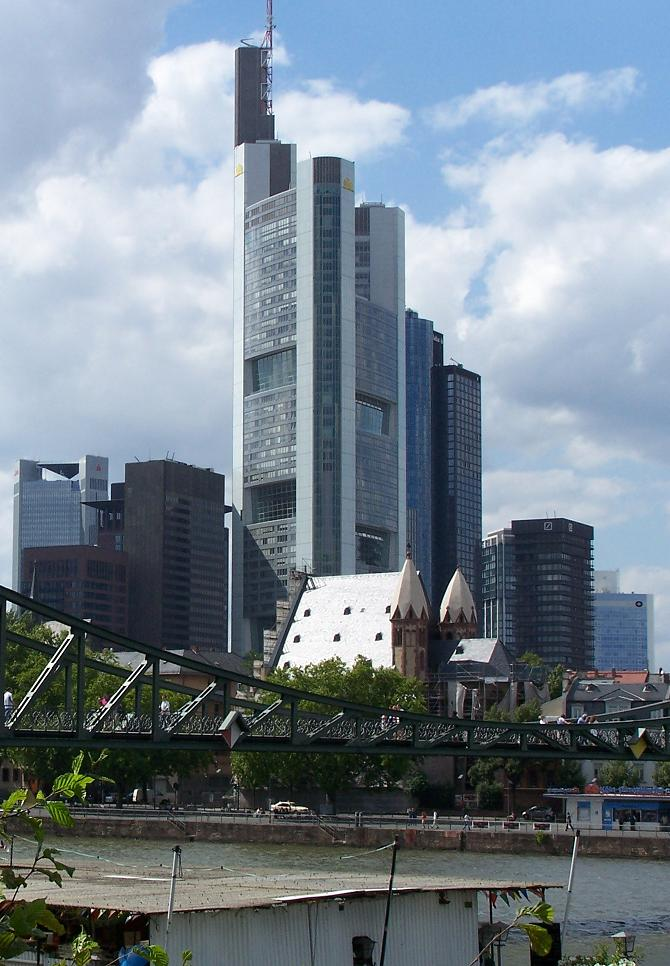
La Commerzbank Tower

Unica in Europa, Francoforte ha un considerevole numero di grattacieli alti più di 250 metri nel centro della città.
Conosciuti sono il Messeturm (257 m) (torre della fiera), la Commerzbank Tower, la Westendtower e il Silberturm, i più alti grattacieli d'Europa.
Uno dei pochi grattacieli aperti al pubblico è il Main Tower, con una piattaforma di prospettiva a 200 metri d'altezza.
La torre della Commerzbank, completata nel 1997, è alta 259 m (300 considerando anche l'antenna) e ospita 121000 m² di uffici della banca, includendo giardini invernali e illuminazione e circolazione dell'aria naturali. Progettata da Sir Norman Foster & Partners, fu, al momento della sua costruzione, l'edificio più alto d'Europa; superando di soli due metri la concittadina Messeturm, terminata nel 1990. La torre della Commerzbank è stata a sua volta sorpassata, nel 2004, dal Palazzo Triumph di Mosca. 
Per il suo particolare skyline Francoforte viene anche soprannominata Mainhattan, alludendo alla vera Manhattan di New York.

### Altri palazzi d'interesse
Nella città si trovano inoltre il famoso edificio della IG Farben e il Museo delle Arti applicate (MAK) progettato da Richard Meier.
Il Portikus è uno spazio espositivo di arte contemporanea, costruito sui resti della biblioteca del 1825 Stadbibliotek, distrutta nella Seconda Guerra mondiale.
Nel quartiere direzionale di Schwanheim da rilevare l'edificio per uffici Olivetti, opera moderna di Egon Eiermann.
Nel quartiere Westend sorge la Sinagoga Westend, inaugurata nel 1910, uno degli edifici di culto ebraici più grandi e imponenti della Germania, uno dei pochi ad essere sopravvissuto alle distruzioni del periodo nazista.
La principale via residenziale e dello shopping del quartiere di Bockenheim a Francoforte è la Leipziger Straße.

## Società

### Evoluzione demografica
Francoforte è una città decisamente multiculturale. La maggior parte degli immigrati vengono dalla Turchia, dall'ex-Jugoslavia e dall'Italia. Nell'area di Francoforte si trova inoltre la più grande comunità coreana d'Europa, mentre la città conta abitanti di 180 nazionalità diverse.
Per molto tempo la città è stata religiosamente dominata dai Protestanti, tuttavia, durante il XIX secolo, vi si trasferì un crescente numero di cattolici.
| Discendenza   | Numero |
| ------------- | ------ |
| Tedeschi      | 58,1%  |
| Altri europei | 23%    |
| Turchi        | 9%     |
| Asiatici      | 5%     |
| Africani      | 3%     |
| Altri/Misti   | 1,9%   |

## Cultura

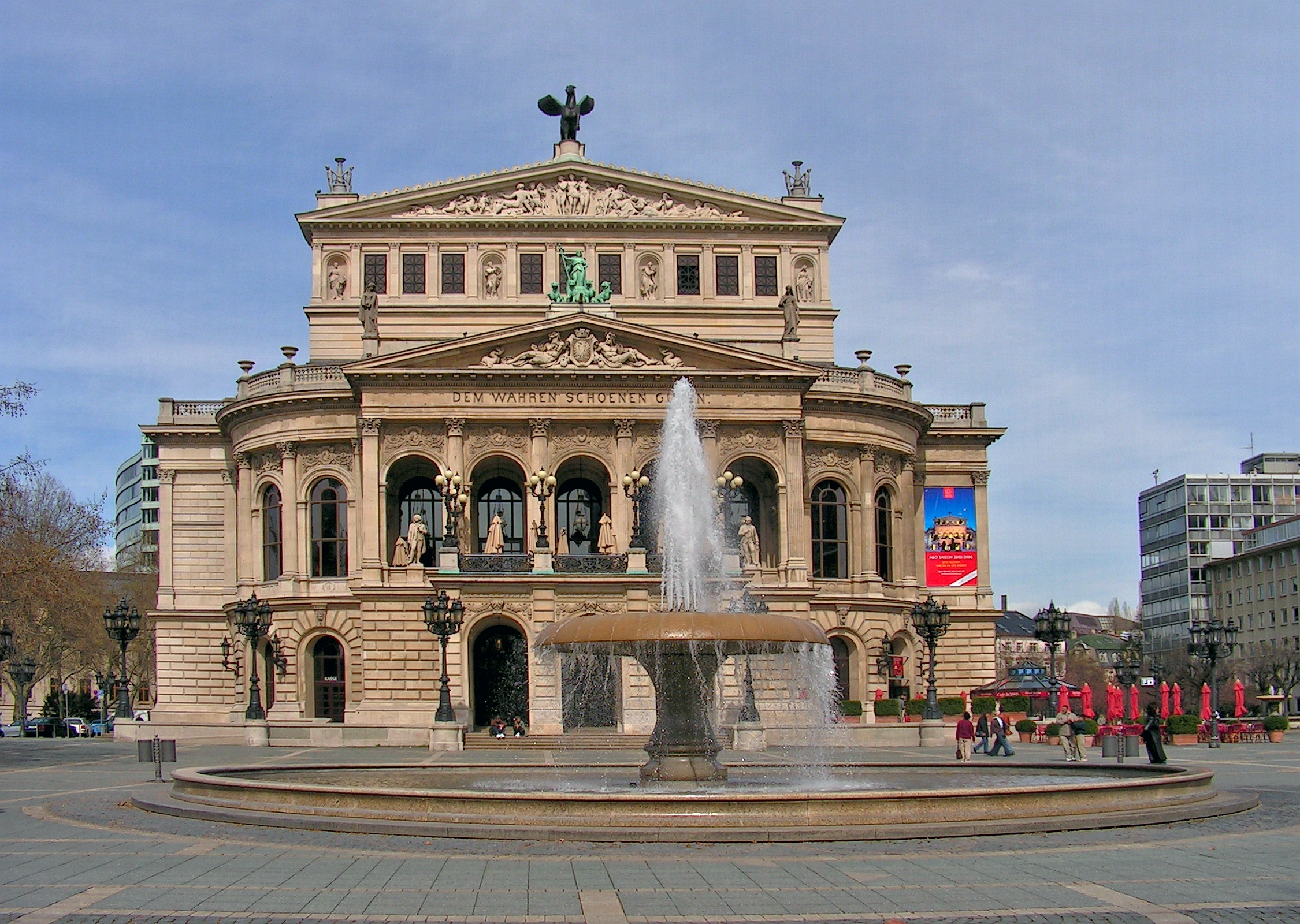
Alte Oper all'Opernplatz

### Università
A Francoforte hanno sede l'Università Goethe di Francoforte, la Frankfurt University of Applied Sciences, la Frankfurt School of Finance and Management e la Pädagogische Akademie Frankfurt am Main.
L'educazione artistica è assicurata dalla Städelschule (belle arti), dalla Hochschule für Musik und Darstellende Kunst e dal Dr. Hoch's Konservatorium.
La Philosophisch-Theologische Hochschule Sankt Georgen è una facoltà teologica cattolica.

### Biblioteche
A Francoforte ha sede una sezione della Biblioteca nazionale tedesca, costituita nel 1947 quando la sezione di Lipsia si trovò nel territorio della DDR.

### Musei
- Städelsches Kunstinstitut
- Naturmuseum Senckenberg, legato alla Società Senckenberg per la ricerca naturale
- Museo archeologico
- Museo ebraico
- Verkehrsmuseum
- Liebieghaus

### Teatri e musica
Il complesso della Opern- und Schauspielhaus Frankfurt ("Teatro lirico e di prosa di Francoforte") ospita sia il teatro dell'opera (Oper Frankfurt) che il teatro di prosa (Schauspiel Frankfurt).
Il vecchio teatro lirico risaliva al 1880. Distrutto nei bombardamenti della seconda Guerra mondiale, fu ricostruito con il nome di Alte Oper ("vecchia opera") e serve oggi come sala da concerto.
Nella Alte Oper si esibisce la hr-Sinfonieorchester, l'orchestra sinfonica della Hessischer Rundfunk, l'ente radiofonico pubblico dell'Assia. Internazionalmente l'orchestra è nota come Frankfurt Radio Symphony.

### Eventi
La città è sede della Fiera Internazionale del Libro di Francoforte, appuntamento editoriale tra i più importanti a livello mondiale, e del Salone dell'automobile di Francoforte, ospitato in città dal 1951.
Nel 2005 Francoforte è stata anche la sede del primo raduno mondiale Wikimania, dal 4 all'8 agosto.

### Media
Tra i periodici pubblicati a Francoforte ci sono i quotidiani Frankfurter Allgemeine Zeitung e Frankfurter Rundschau e la principale antenna televisiva è la Europaturm. Inoltre, a Francoforte sono ambientati parte del romanzo Heidi, scritto da Johanna Spyri, e l'omonimo cartone 

## Economia

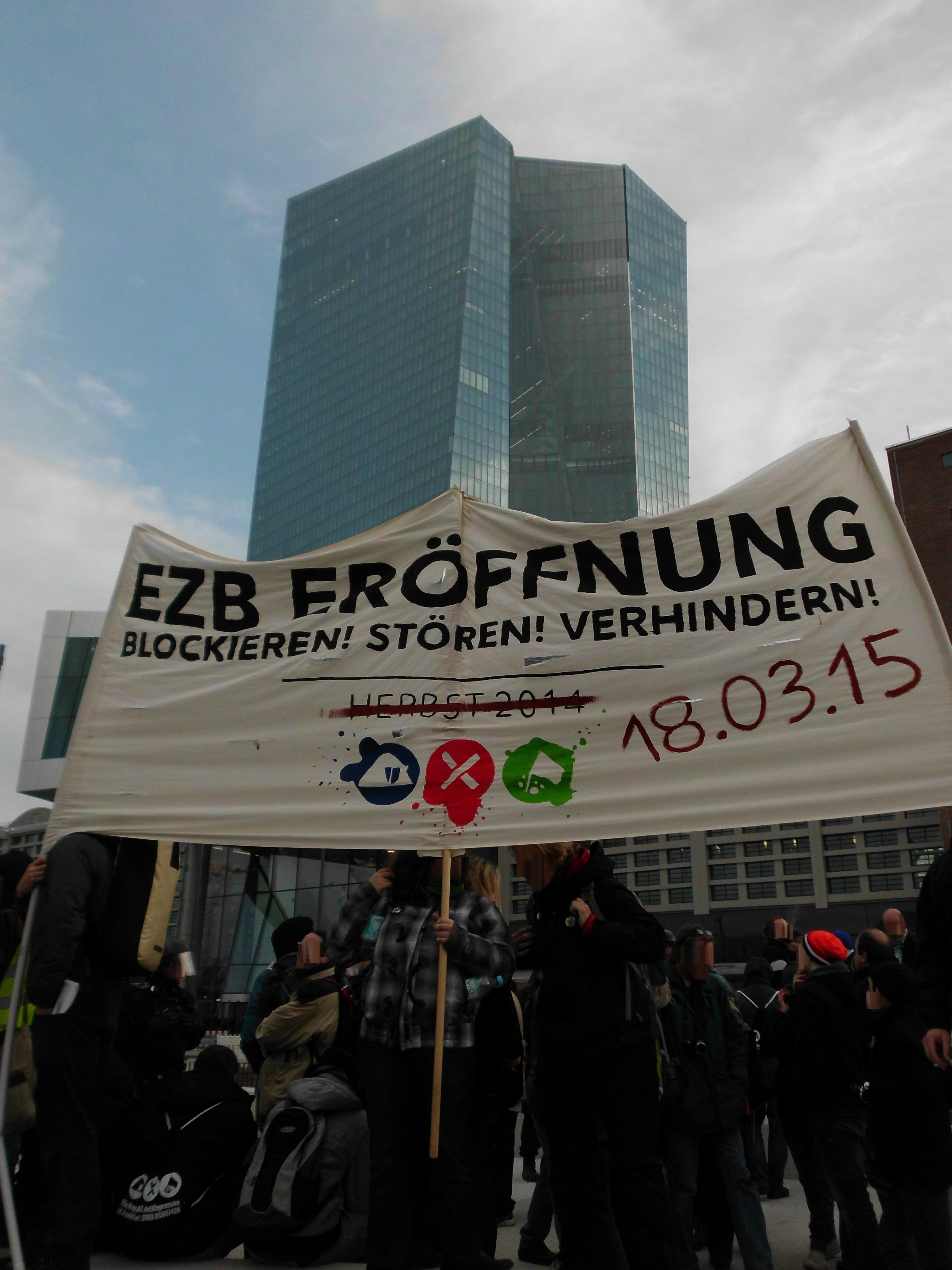
Manifestazione davanti alla BCE (2014)

Francoforte è conosciuta come il centro finanziario tedesco, ospitando le sedi centrali di numerose fra le banche più importanti in Germania, varie banche estere, la borsa più importante in Germania, nonché la BCE - Banca Centrale Europea.
La città è un importante centro per il commercio sia navale, basato sui porti di Westhafen e Osthafen sul Meno, che aereo, essendo l'aeroporto il terzo scalo più importante d'Europa dopo l'Aeroporto di Londra-Heathrow e l'Aeroporto di Parigi-Roissy.
Essendo una città fieristica gode di un particolare statuto comunale, applicato in occasione delle numerose fiere relativamente, ad esempio, agli orari di chiusura dei locali pubblici. Tra le numerose fiere che vi si svolgono, le più importanti sono l'annuale Fiera del libro (la Buchmesse, che dal 1949 ha ripreso una secolare tradizione cittadina) e la biennale Esposizione internazionale dell'automobile (la Internationale Automobilausstellung, IAA, che dal 1951 si svolge a settembre negli anni dispari).
Tra le imprese più importanti della città ci sono: la casa farmaceutica Sanofi-Aventis (come successore della Hoechst AG), diverse banche (Deutsche Bank, Dresdner Bank, Commerzbank) e l'aeroporto.

## Infrastrutture e trasporti

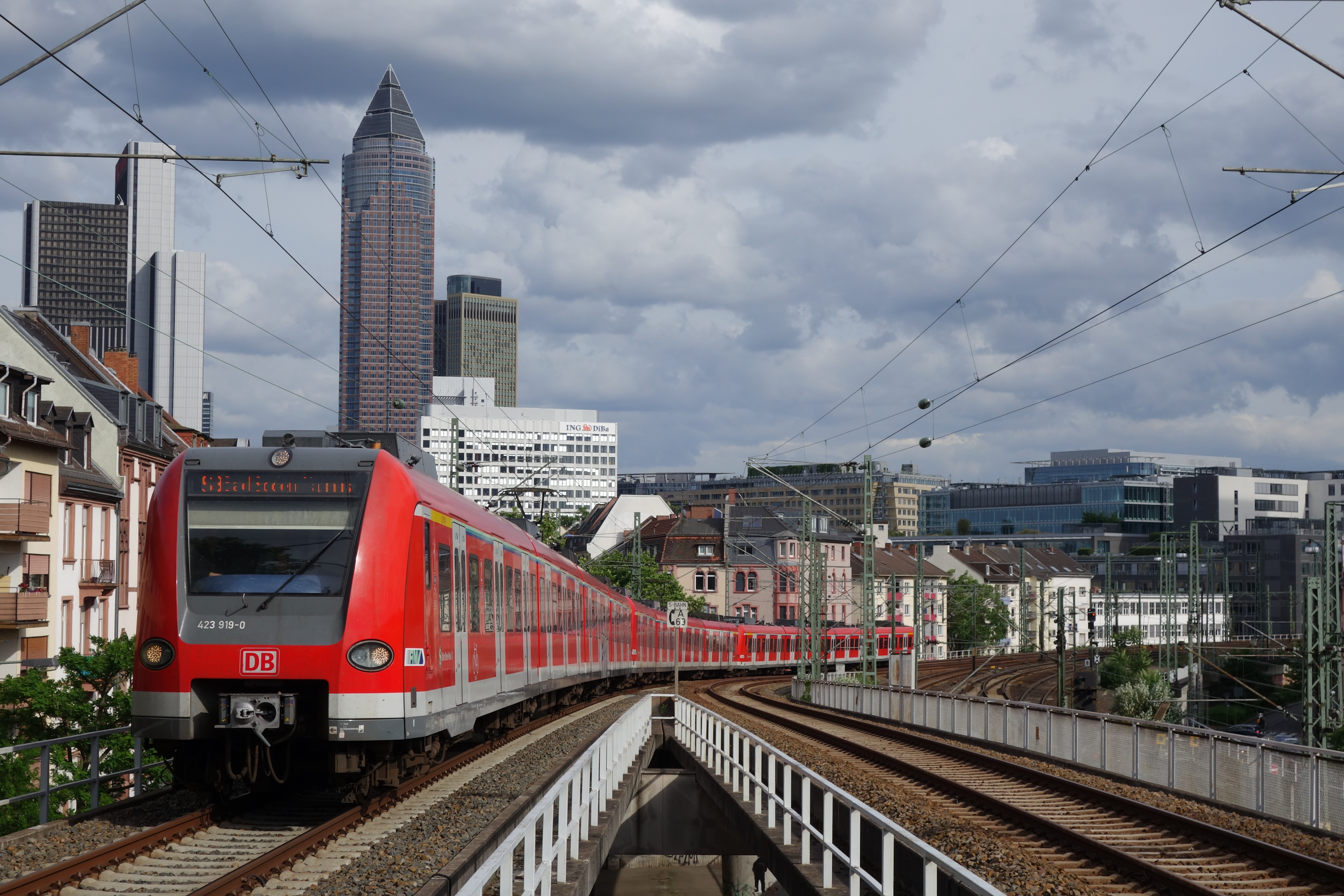
S-Bahn alla stazione di Francoforte Ovest

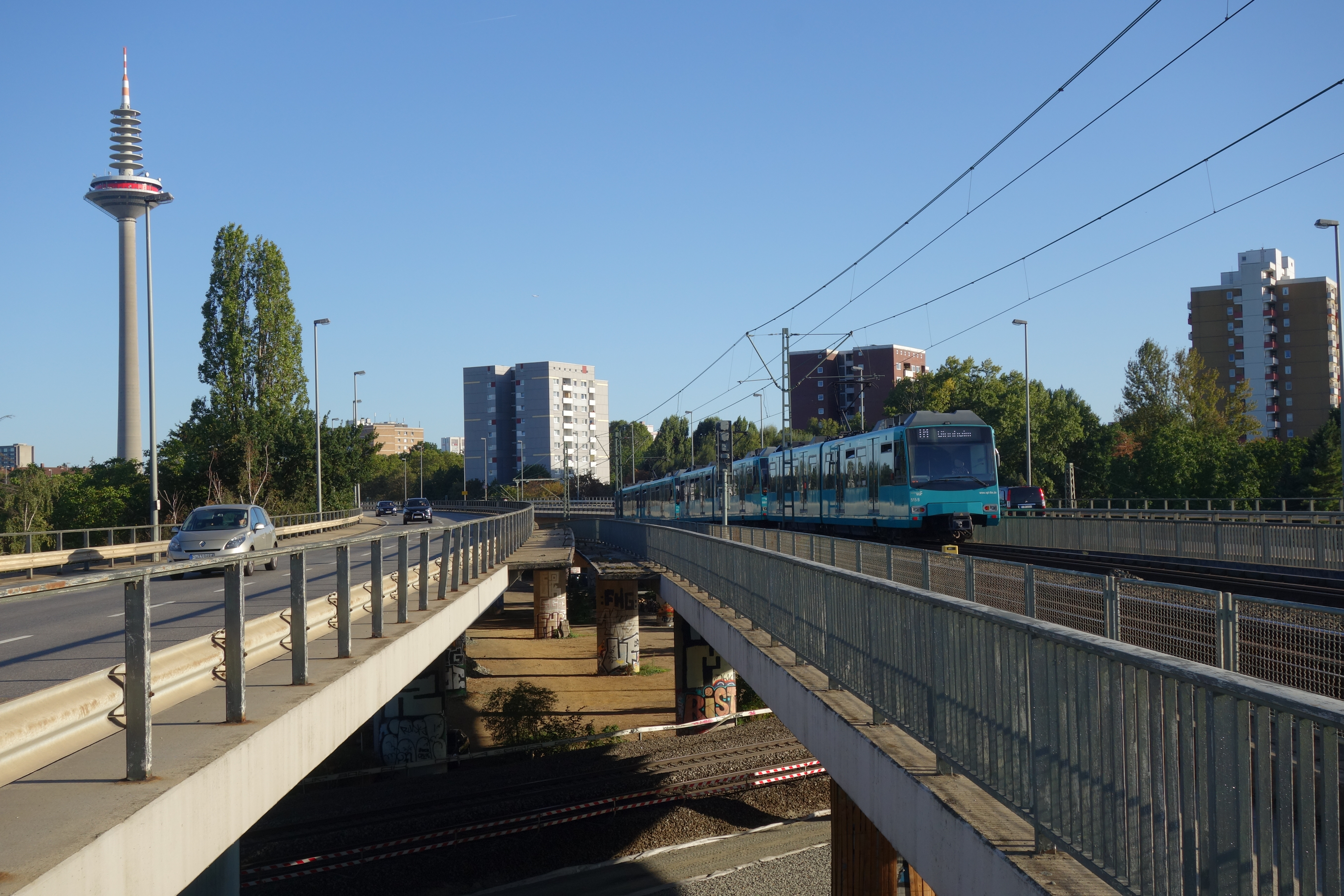
Metropolitana come ferrovia sopraelevata lungo Rosa-Luxemburg-Straße

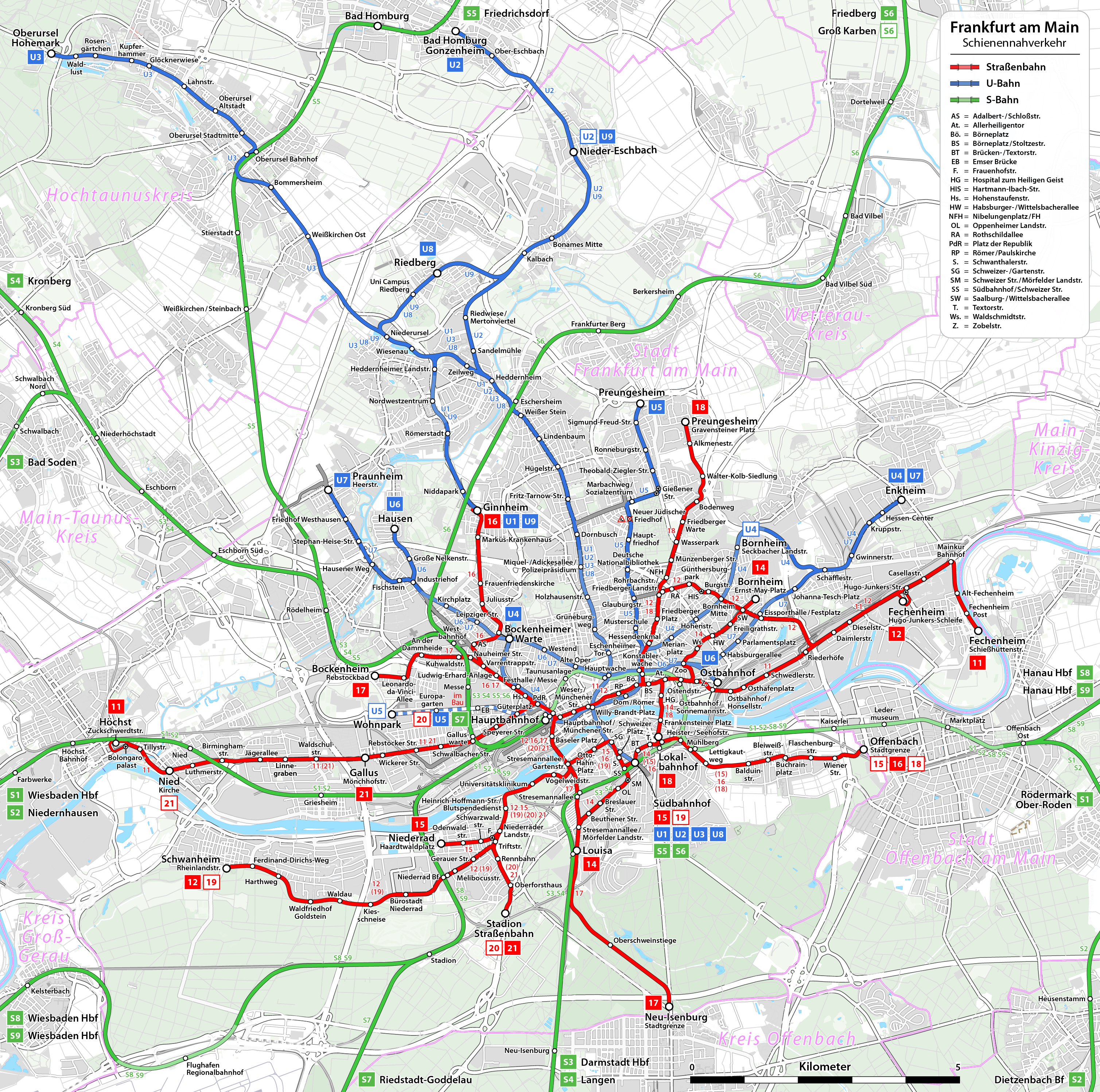
Trasporti pubblici di Francoforte

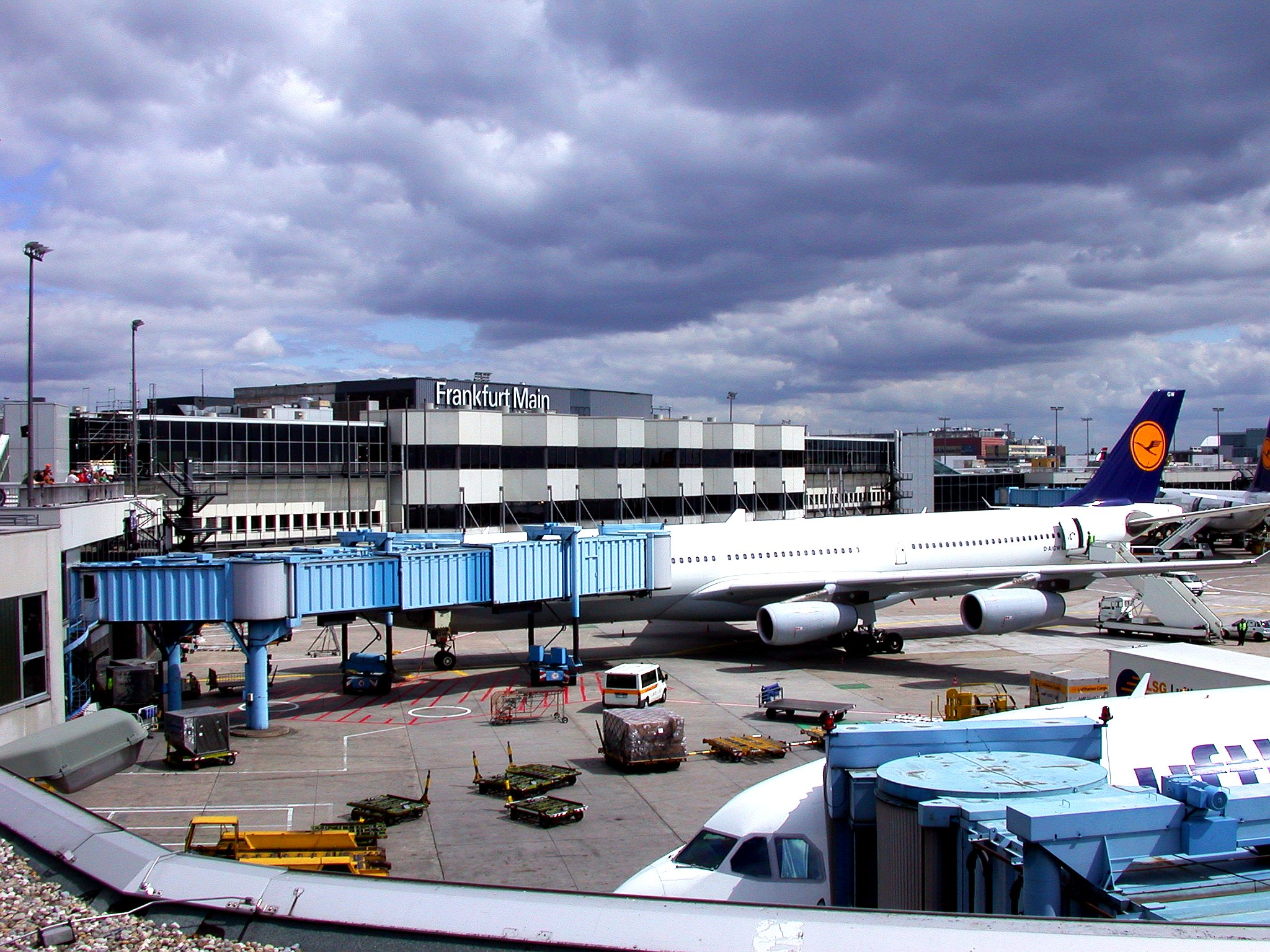
Aeroporto Francoforte, Terminal 1

### Ferrovie
- La Stazione di Francoforte sul Meno Hauptbahnhof è la più grande dell'Assia e una delle più grandi di tutta la Germania, ma soprattutto è la maggiore per transito passeggeri in Europa, rivestendo dunque una certa importanza per la città.

Da qui diverse linee portano a Kassel (Main-Weser-Bahn), Fulda (Kinzigtalbahn), Parigi, Saarbrücken via Mannheim (Riedbahn), Hanau–Aschaffenburg via Offenbach e Colonia (Ferrovia Colonia-Francoforte) così come due linee, una per riva del Reno, in direzione nord.
- La Stazione di Francoforte sul Meno Rödelheim, serve l'omonimo quartiere.
- Tra le altre stazioni vi sono: Francoforte sul Meno Hauptwache, Konstablerwache, Ostendstraße, Stadio, Aeroporto Lunga Percorrenza, Sud, Taunusanlage e Galluswarte.

### Trasporto pubblico regionale
Il trasporto pubblico ha una diffusione capillare nella città e nei dintorni.
Francoforte è centro della rete S-Bahn Reno-Meno. Tutte le 9 linee passano dalla stazione centrale e la S8/S9 è in funzione 24/7. 
La città possiede inoltre una rete di metropolitana leggera urbana (U-Bahn) costituita da 9 linee parzialmente sovrapposte, proveniente dalla trasformazione delle vecchie linee tramviarie. Vi è inoltre una rete tramviaria tradizionale, costituita di 8 linee.
Il consorzio RMV (Rhein-Main Verkehrsverbund) trasporta ogni anno sulle sue linee S-Bahn e U-Bahn circa 100 milioni di passeggeri.

### Aeroporti
A sudovest della città, a Kelsterbach, si trova l'Aeroporto di Francoforte sul Meno (codice IATA: FRA); esso è uno dei più grandi aeroporti merci tedeschi (2050000 t nel 2006) e hub della compagnia aerea Lufthansa (52,8 milioni di passeggeri nel 2006).
A circa 120 km si trova l'Aeroporto di Francoforte-Hahn, codice IATA: HHN.

## Amministrazione
Francoforte sul Meno è suddivisa in 16 distretti locali (Ortsbezirk), a loro volta suddivisi in 46 quartieri (Stadtteil):
| N.  | Distretto        | Superficie (km²) | Abitanti | Quartieri                                                                               |  |
| --- | ---------------- | ---------------- | -------- | --------------------------------------------------------------------------------------- |  |
| 1.  | Innenstadt I     | 9,0 km²          | 44 183   | Altstadt, Bahnhofsviertel, Gallus, Gutleutviertel, Innenstadt                           |  |
| 2.  | Innenstadt II    | 9,5 km²          | 57 629   | Bockenheim, Westend-Nord, Westend-Süd                                                   |  |
| 3.  | Innenstadt III   | 4,7 km²          | 51 671   | Nordend-Ost, Nordend-West                                                               |  |
| 4.  | Innenstadt IV    | 9,2 km²          | 56 723   | Bornheim, Ostend                                                                        |  |
| 5.  | Süd              | 84,8 km²         | 91 662   | Flughafen, Niederrad, Oberrad, Sachsenhausen-Nord, Sachsenhausen-Süd                    |  |
| 6.  | West             | 51,7 km²         | 125 057  | Schwanheim, Griesheim, Nied, Höchst, Sindlingen, Zeilsheim, Unterliederbach, Sossenheim |  |
| 7.  | Mitte-West       | 11,0 km²         | 38 919   | Hausen, Praunheim, Rödelheim                                                            |  |
| 8.  | Nord-West        | 10,5 km²         | 35 961   | Heddernheim, Niederursel                                                                |  |
| 9.  | Mitte-Nord       | 8,4 km²          | 49 616   | Dornbusch, Eschersheim, Ginnheim                                                        |  |
| 10. | Nord-Ost         | 12,5 km²         | 44 180   | Berkersheim, Bonames, Frankfurter Berg, Eckenheim, Preungesheim                         |  |
| 11. | Ost              | 16,3 km²         | 31 068   | Fechenheim, Riederwald, Seckbach                                                        |  |
| 12. | Kalbach-Riedberg | 6,9 km²          | 7 882    | Kalbach-Riedberg                                                                        |  |
| 13. | Nieder-Erlenbach | 8,3 km²          | 4 583    | Nieder-Erlenbach                                                                        |  |
| 14. | Harheim          | 5,0 km²          | 4 155    | Harheim                                                                                 |  |
| 15. | Nieder-Eschbach  | 6,4 km²          | 11 487   | Nieder-Eschbach                                                                         |  |
| 16. | Bergen-Enkheim   | 12,5 km²         | 17 891   | Bergen-Enkheim                                                                          |  |

### Gemellaggi
Francoforte sul Meno è gemellata con:
- Lione, dal 1960
- Birmingham, dal 1966
- Deuil-la-Barre, dal 1967
- Milano, dal 1969[8]
- Il Cairo, dal 1979 solo contratto di amicizia
- Tel Aviv, dal 1980 solo contratto di amicizia
- Toronto, dal 1989 solo contratto di amicizia
- Budapest, dal 1990
- Canton, dal 1990

- Lipsia, dal 1990 solo contratto di amicizia e cooperazione
- Praga, dal 1990
- Granada, dal 1991
- Cracovia, dal 1991
- Dubai, dal 2005 solo contratto di amicizia
- Yokohama, dal 2011
- Eskişehir, dal 2012
- Filadelfia, dal 2015
- Hong Kong
- Chennai

## Sport

### Calcio
Le principali squadre di calcio cittadine sono l'Eintracht Francoforte e l'FSV Francoforte. In campo femminile merita sicuramente menzione l'1. FFC Francoforte, laureatosi più volte campione d'Europa e del mondo nelle competizioni femminili, ora fuso con il già citato Eintracht.

### Football americano
A Francoforte è nata la prima squadra tedesca di football americano, i Frankfurter Löwen, che ha vinto 2 volte il German Bowl; successivamente la città è stata sede della squadra di maggior successo della NFL Europa, i Frankfurt Galaxy (che hanno vinto 4 World Bowl). Dopo la chiusura di questa squadra e della lega di cui faceva parte sono stati fondati i Frankfurt Universe, che nel 2014 hanno rilevato nome e stemma dei Galaxy.

### Hockey su ghiaccio
Nel campo dell'hockey su ghiaccio godeva di una elevata popolarità la squadra Frankfurt Lions, militante nella massima serie tedesca (DEL) fino al fallimento giunto nel 2010.

### Pallacanestro
Nel basket la principale squadra è Skyliners Francoforte, militante nella massima serie tedesca (Basketball-Bundesliga).

## Galleria d'immagini

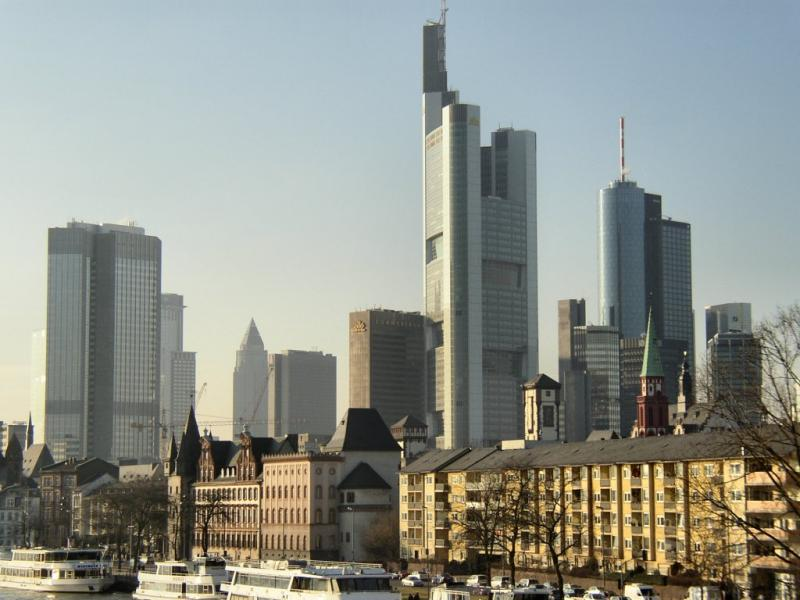
Skyline della città
Un parco della città
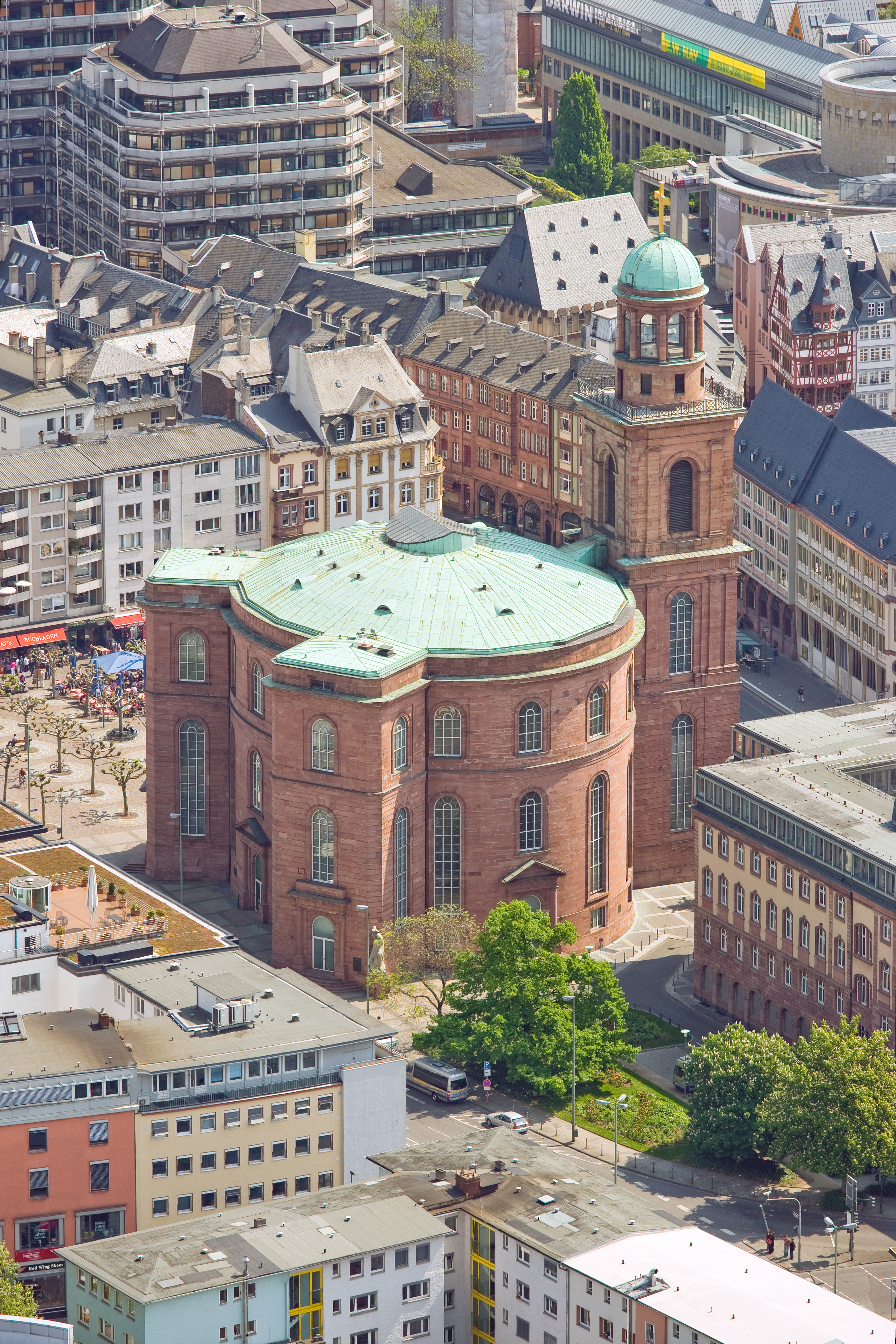
La Paulskirche
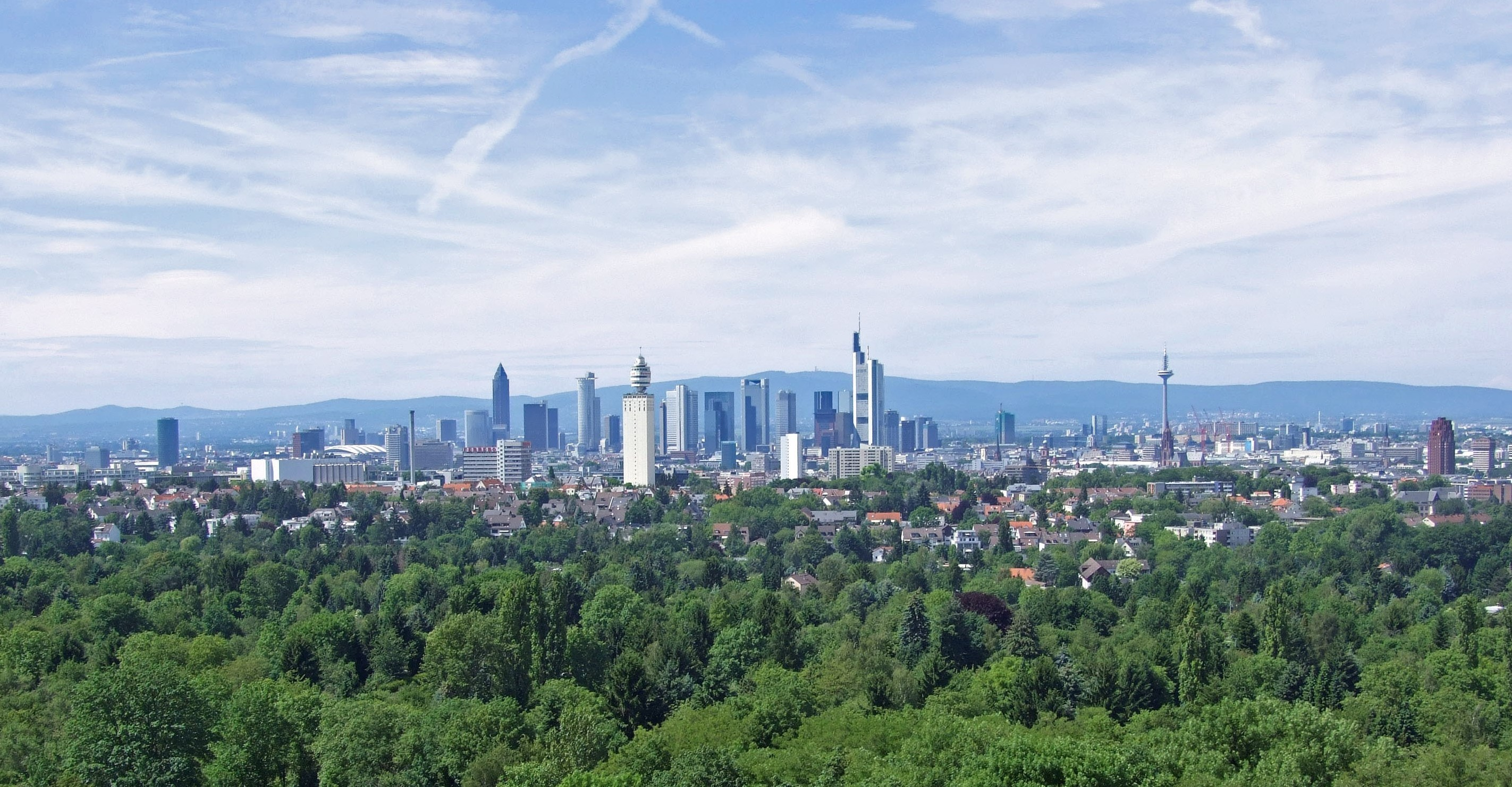
Skyline della città
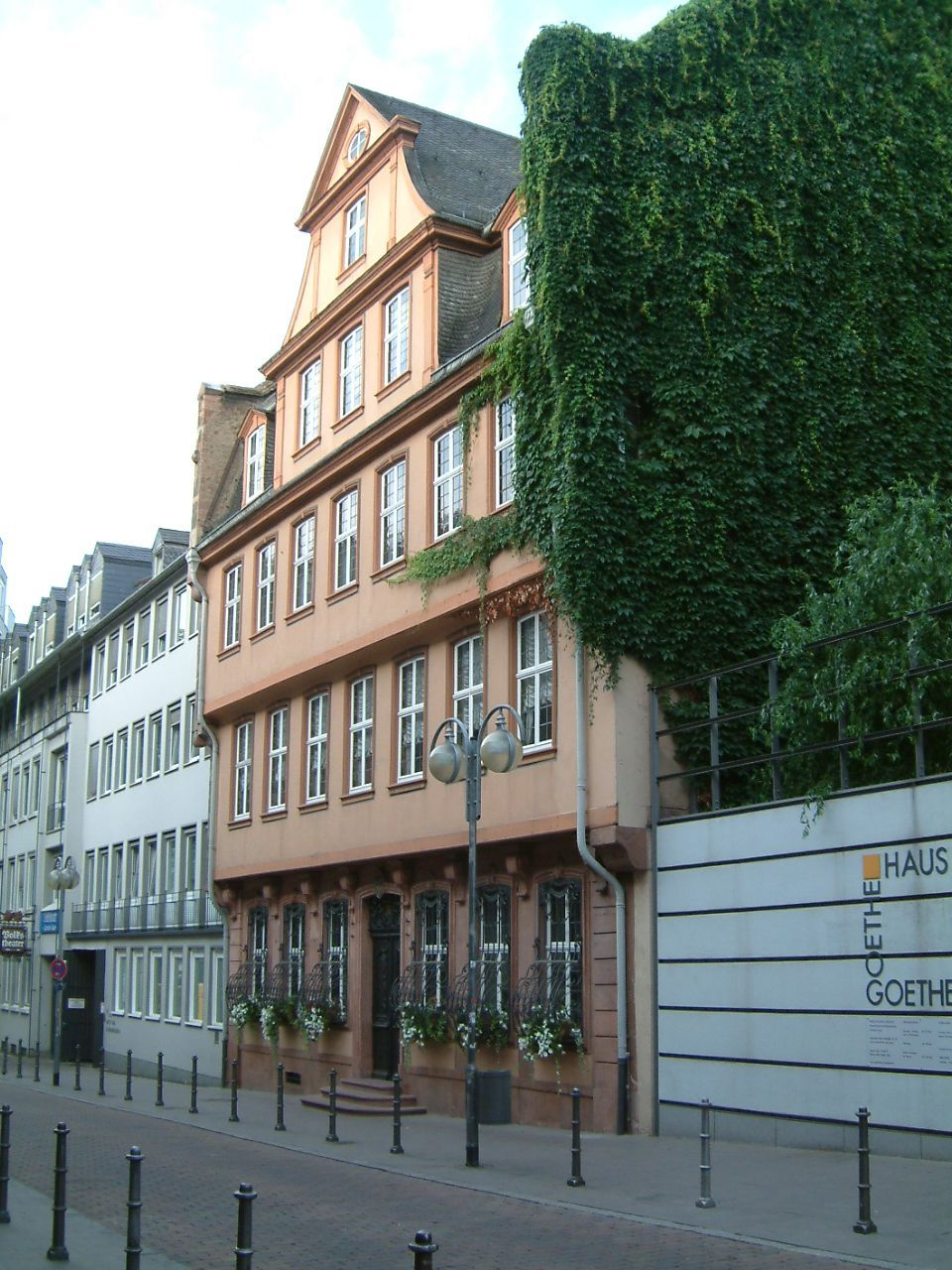
Casa di Goethe
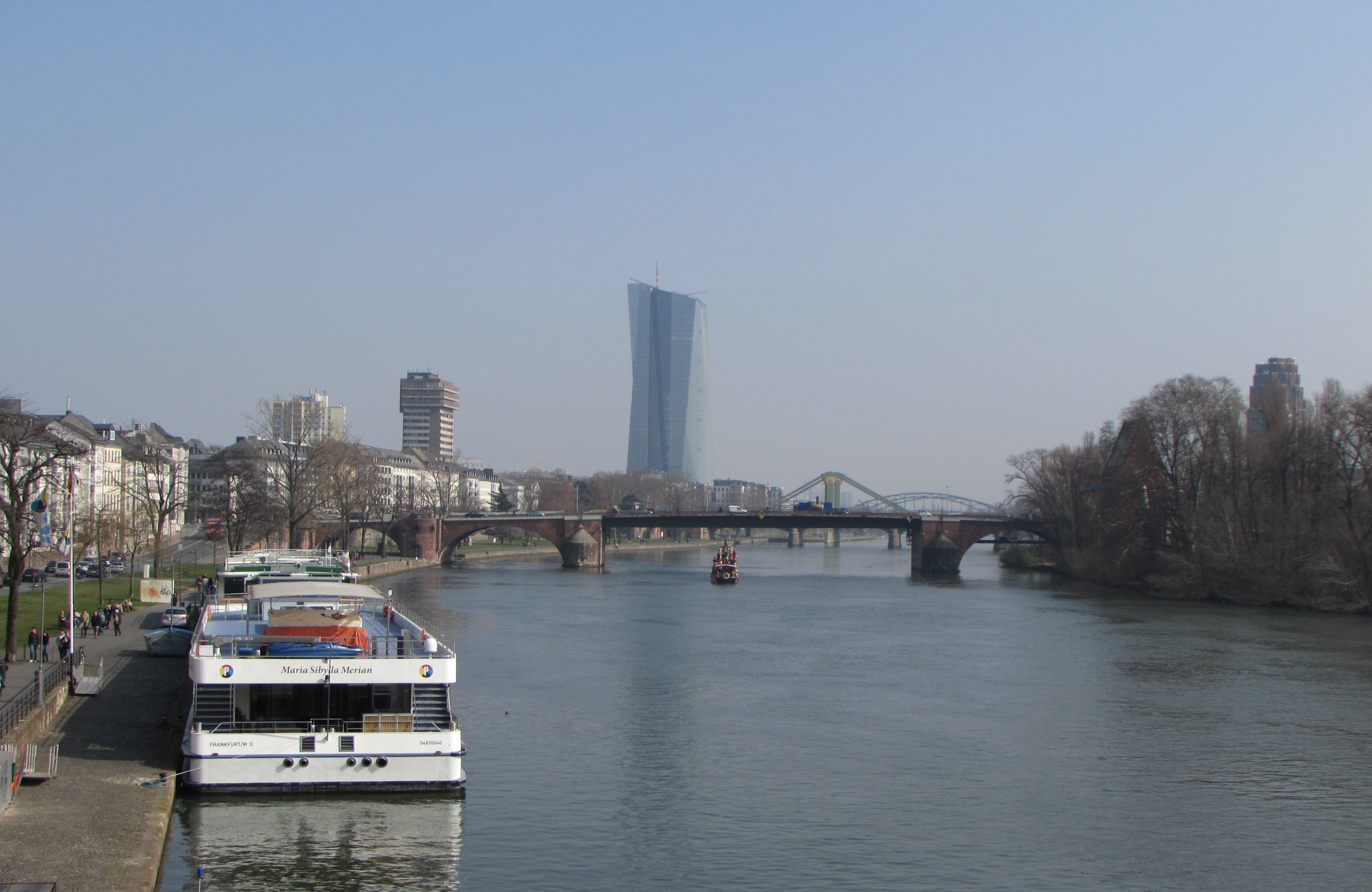
Panorama della città dal ponte Eiserner Steg
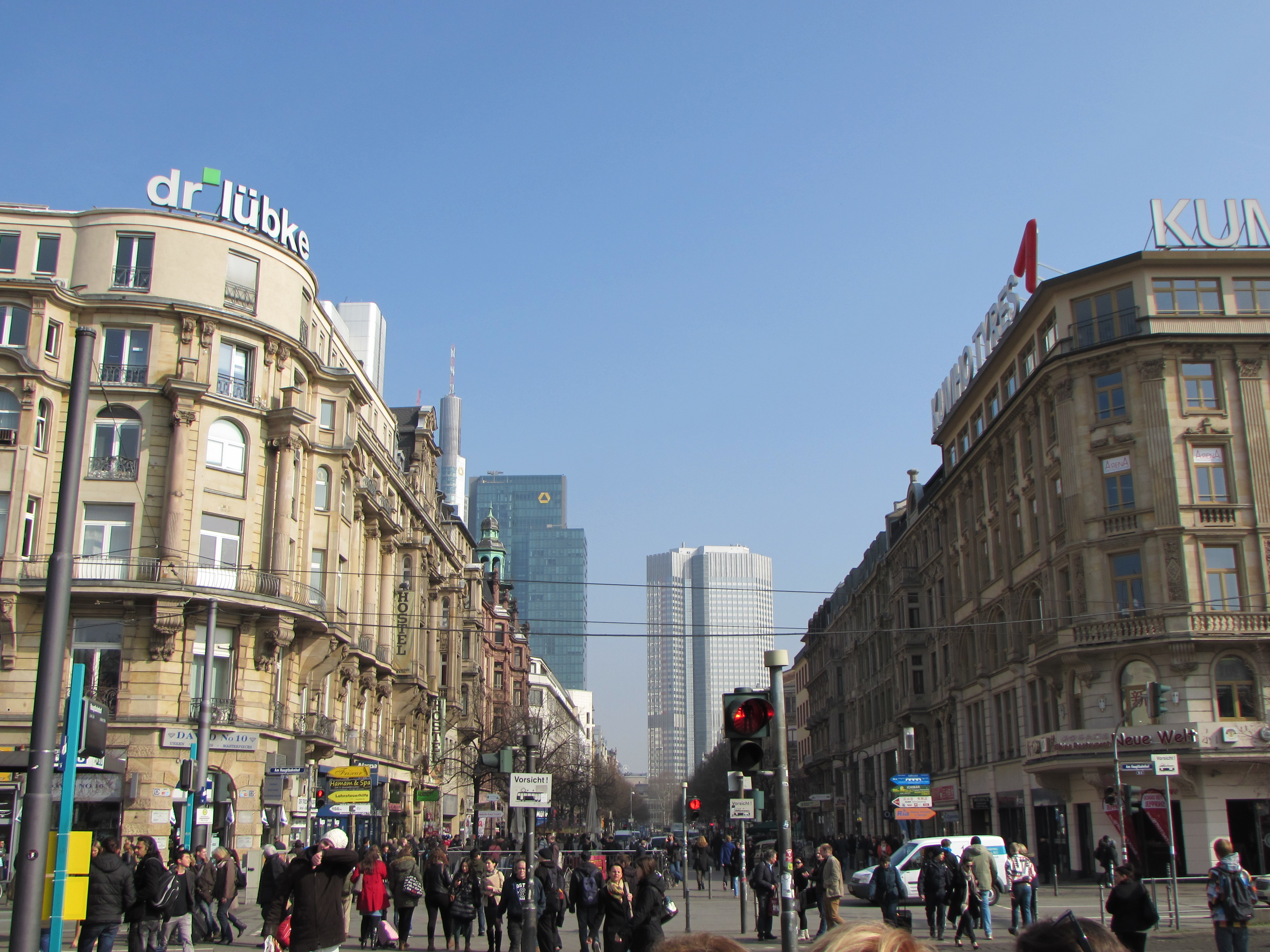
Kaiserstraße pedonalizzata